# Yakiimo
Yakiimo (jap. 焼き芋) − prażony batat, tradycyjna japońska przekąska. 

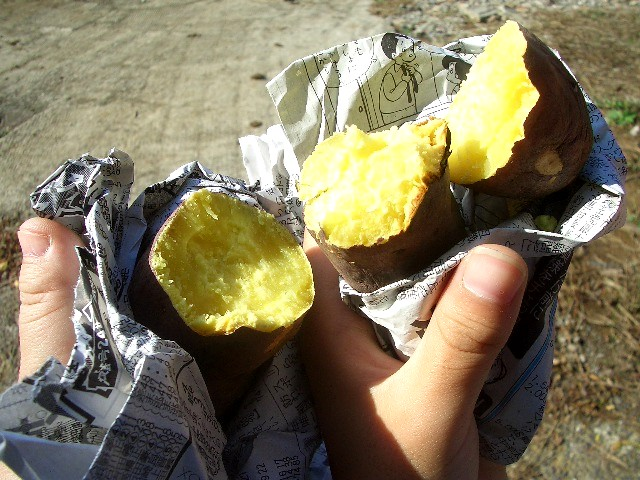
Yakiimo

Spożywane są zazwyczaj podczas zimowej pory roku. Na ulicach Tokio dostępne są u ulicznych sprzedawców, którzy prażą bataty oraz kasztany na swoich wózkach lub mini-przyczepkach.

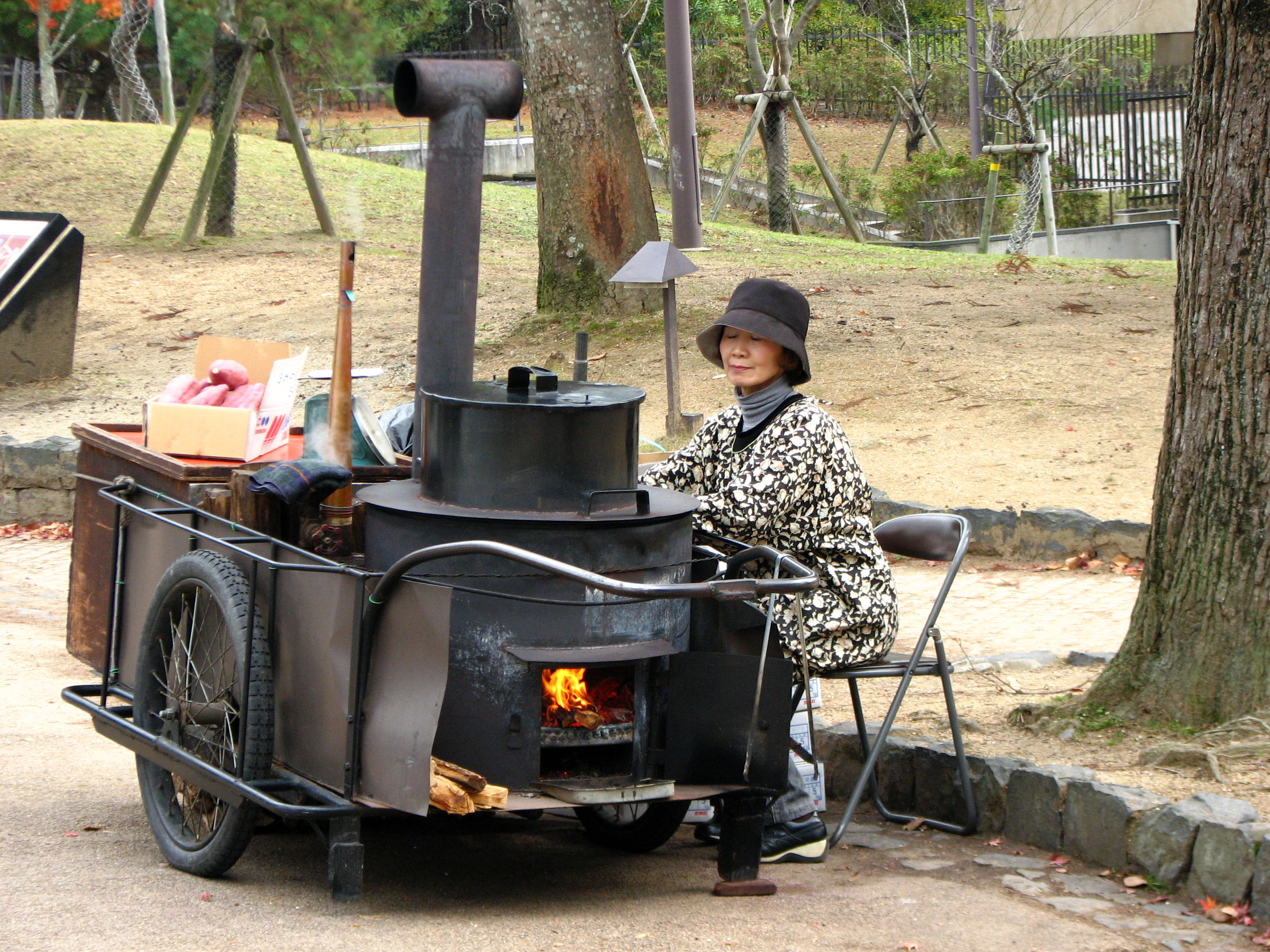
Sprzedawca yakiimo